# Långö AIK
Långö AIK (Långö allmänna idrottsklubb) var en idrottsförening från Karlskrona i Blekinge.
Främst var det en fotbollsförening, men den hade även handboll och bandy och senare ishockey på programmet. Handbollen, vars damlag spelade i högsta serien lades ner 1970 och då slogs också ishockeyn ihop med Karlskrona IK. Karlskrona IK gick sedan i konkurs 2001. Troligen upphörde föreningen 1970.
Inom fotbollen har inte föreningen haft några stora framgångar. Klubben har spelat i division 2 som bäst.
Handbollen, främst på damsidan, hade stora framgångar och man spelade oftast i Sveriges högsta damserie fram till 1970. 1967–1968, 1968–1969 och 1969–1970 kom föreningen på andra plats i division 1 södra. Sen upphörde föreningen med handboll. I Blekinge fanns två andra föreningar med handboll på programmet och där fortsatte spelarna. Flera gick till IFK Karlskrona, som tog över Långö AIK:s plats i serien, vann division 1 södra 1970–1971 och spelade sen i den nygrundade allsvenskan 1971–1975. Andra gick till Rödeby AIF som också var framgångsrika inom handbollen och bland annat vann division 2 Södra 1969–1970.
Bland framstående damhandbollsspelare märks främst Kerstin "Sassa" Kullberg (19 landskamper 1955–1963) och Inger Håkansson (48 landskamper 1968–1976)